# (33326) 1998 RJ4
(33326) 1998 RJ4 est un objet de la ceinture principale d'astéroïdes intérieure découvert en 1998.

## Description
(33326) 1998 RJ4 a été découvert le 14 septembre 1998 à l'observatoire Magdalena Ridge, situé dans le comté de Socorro, au Nouveau-Mexique (États-Unis), par le projet Lincoln Near-Earth Asteroid Research (LINEAR).

### Caractéristiques orbitales
L'orbite de cet astéroïde est caractérisée par un demi-grand axe de 1,94 ua, un périhélie de 1,80 ua, une excentricité de 0,08 et une inclinaison de 21,93° par rapport à l'écliptique. Du fait de ces caractéristiques, à savoir un demi-grand axe inférieur à 2 ua et un périhélie supérieur à 1,666 ua, il est classé, selon la JPL Small-Body Database, objet de la ceinture principale d'astéroïdes intérieure.

### Caractéristiques physiques
(33326) 1998 RJ4 a une magnitude absolue (H) de 16,3 et un albédo estimé à 0,612.